# Une fille facile
Une fille facile és una pel·lícula francesa del 2019 dirigida per Rebecca Zlotowski. La directora va confiar un dels papers protagonistes de la pel·lícula a Zahia Dehar, una antiga escort coneguda pel gran públic l'any 2010 arran d'un escàndol sexual que involucrava diversos futbolistes.

## Argument
La Naïma és una noia de setze anys que viu a Canes. La seva mare treballa de dona de fer feines en un dels palaus. La seva cosina Sofia ve a passar les vacances amb ella i li mostra la seva forma de vida de «noia fàcil». Coneixen un brasiler adinerat d'uns quaranta anys i el seu amic francès que les conviden al seu vaixell.
La pel·lícula reflecteix la vida tan dolça i fàcil feta pels diners, la fascinació que desperta la riquesa, però també el domini i el menyspreu d'aquesta classe alta. També demostra que el poder no s'exerceix en una sola direcció, amb una escena de sexe invertint les habituals relacions de dominació, o a través d'un intercanvi inesperat sobre Marguerite Duras.

## Premis i seleccions

### Premis
Festival de Cinema de Cannes 2019: Premi SACD (Société des Auteurs et Compositeurs Dramatiques) de la Quinzena de Directors.

### Seleccions
- Festival de Cinema de Cannes 2019: selecció de la Quinzena de Directors
- Festival de Cinema de Múnic 2019: selecció a concurs per al premi ARRI/OSRAM a la millor pel·lícula internacional